# Estación Estadio (Metro de Medellín)
La Estación Estadio es la cuarta estación de la Línea B del Metro de Medellín del centro al occidente ubicada al costado sur de la Quebrada La Hueso, en Laureles - Estadio. 

## Descripción

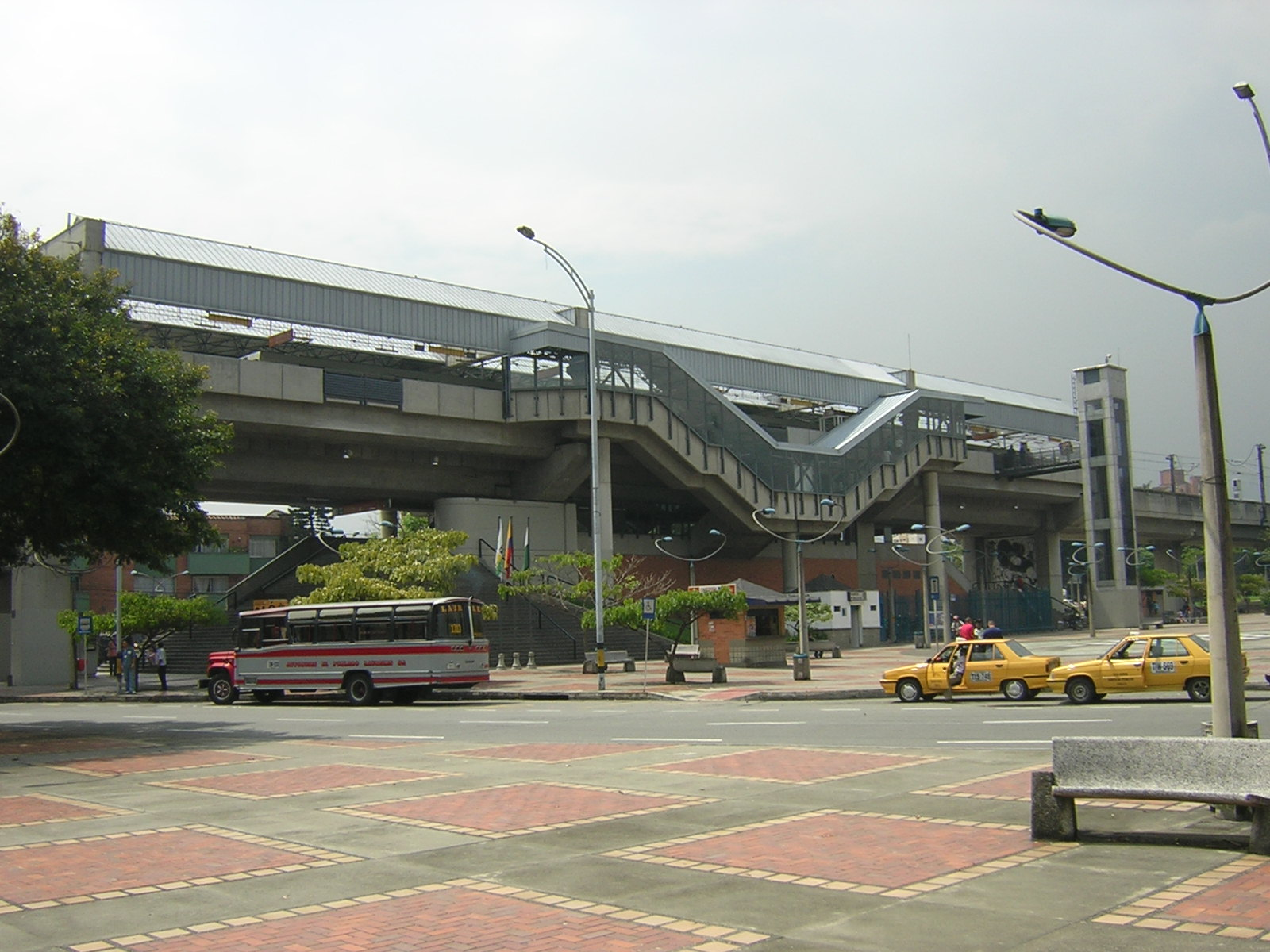
Plazoleta de la estación

Se trata de una estación elevada que recibe su nombre del cercano Estadio Atanasio Girardot, y en cuyo acceso se encuentra la cerámica esmaltada de Raúl Álvarez, Virgen del Perpetuo Socorro; además, en los accesos oriental y occidental hay varias obras de Félix Ángel. La estación comunica con el principal campo deportivo del área metropolitana, incluyendo el velódromo y algunos otros escenarios deportivos; así como a las iglesias de San Joaquín, Nuestra Señora de las Mercedes y Nuestra Señora de Lourdes; la sede de El Mundo; las universidades UPB Y Luis Amigó; los centros comerciales Obelisco, Unicentro y El Diamante; y los almacenes Éxito y Ley.

## Diagrama de la estación
| NIVEL 2   |                                                       |                  |           |
|           | Plataforma lateral, las puertas se abren a la derecha |                  |           |
| Occidente | ← hacia Estación Floresta (Estación San Javier)       | Oriente          |           |
| Occidente | → hacia Estación Suramericana (Estación San Antonio)  | Oriente          |           |
|           | Plataforma lateral, las puertas se abren a la derecha |                  |           |
|           |                                                       |                  |           |
|           | Entrepiso                                             | Salida / Entrada | Entrepiso |
| SUELO     |                                                       |                  |           |

## Horario
| Horarios de estación                  | Lunes a viernes | Sábado | Domingo y festivos |
| ------------------------------------- | --------------- | ------ | ------------------ |
| Primer tren con dirección San Antonio | 04:29           | 04:29  | 04:59              |
| Primer tren con dirección San Javier  | 04:34           | 04:34  | 05:05              |
| Último tren con dirección San Antonio | 22:54           | 22:54  | 22:14              |
| Último tren con dirección San Javier  | 23:08           | 23:08  | 22:27              |

## Rutas integradas
| RUTA  | NOMBRE                                                        | DESTINO |
| ----- | ------------------------------------------------------------- | ------- |
| 193i  | UPB - C.C Unicentro - Glorieta Bulerías - Bomba Los Almendros |         |
| 193ii | Estadio - carrera 70 - calle 35 - calle 33 - carrera 81       |         |

## Zonas de interés
- Boulevard de la 70
- Sistema de bicicletas públicas EnCicla
- Unidad Deportiva Atanasio Girardot